# Capital megye (La Rioja)
Capital egy megye Argentína északnyugati részén, La Rioja tartományban. Székhelye La Rioja.

## Népesség
A megye népessége a közelmúltban a következőképpen változott:
| Év   | Lakosság |
| ---- | -------- |
| 2001 | 145 421  |
| 2010 | 180 995  |